# Монастырское (Саратовская область)
Монасты́рское — село в Калининском районе Саратовской области.

## География
Село расположено в восточной части района, на левом берегу реки Баланда, на расстоянии 20 км от Калининска, административного центра района.

## История
Село было образовано в 1760 году как монастырская слобода.

## Население
| 2002 | 2010 |
| ---- | ---- |
| 376  | ↘303 |

## Известные уроженцы
- Алексеев, Михаил Николаевич[3] (1918—2007) —  советский писатель, военный корреспондент. Герой Социалистического Труда.

## Инфраструктура
В селе имеется средняя образовательная школа, клуб и почтовое отделение.